# Бумбараш
«Бумбараш» — український радянський двосерійний музичний телефільм 1971 року кіностудії ім. О. Довженка за мотивами ранніх творів і однойменної повісті Аркадія Гайдара.
Займає 43-ю позицію у списку 100 найкращих фільмів в історії українського кіно.

## Сюжет
Смутні часи Громадянської війни. Рядовий Бумбараш повертається з австрійського полону в рідне село, де всі, в тому числі й кохана дівчина, вважають його загиблим. Влада в селі періодично змінюється: на зміну червоним приходять білі, а на зміну білим — зелені. Бумбараш намагається вижити у всьому цьому хаосі та повернути собі кохану.

## У ролях
- Валерій Золотухін — Бумбараш
- Юрій Смирнов — Гаврила
- Наталія Дмитрієва — Варвара
- Катерина Васильєва — Софія Миколаївна, отаманша Тульчинська (вокал: Галина Туфтіна)
- Олександр Хочинський — Левка Демченко
- Олександр Белина — Яшка
- Лев Дуров — мірошник
- Леонід Бакштаєв — Чубатий
- Роман Ткачук — Заплатин
- Микола Дупак — Совков
- В епізодах: Маргарита Криницина, Лев Перфілов, Олександр Філіпенко, Лев Окрент, Йосип Найдук, В. Єфімов, Вітя Василенко, Б. Александров, Е. Коваль, В. Турбін, Леонід Данчишин та ін.

## Знімальна група
- Режисери-постановники: Микола Рашеєв, Абрам Народицький
- Сценарист: Євген Митько
- Оператори-постановники: Віталій Зимовець, Борис М'ясников
- Художник-постановник: Роман Адамович
- Художник-декоратор: Ю. Бойко
- Гример: Т. Головченко
- Костюми: Алла Шестеренко
- Композитор: Володимир Дашкевич
- Текст пісень: Ю. Михайлов
- Звукооператор: Аріадна Федоренко
- Монтаж: Єлизавета Рибак
- Редактор: Інеса Размашкіна
- Режисер: О. Гойда
- Оператор: К. Бойко
- Асистент оператора: Володимир Довгальов
- Комбіновані зйомки: художник — Михайло Полунін, оператор — Павло Король
- Директор картини: Володимир Князєв